# Эреджепова, Сабрие
Сабрие́ Эредже́пова (крымскотат. Sabriye Erecepova, Сабрие Эреджепова; 12 июля 1912, Бахчисарай, Таврическая губерния — 18 сентября 1977, Узбекская ССР) — советская крымскотатарская певица. Заслуженная артистка Крымской АССР (1940), Заслуженная артистка Узбекской ССР (1964).

## Биография
Родилась 12 июля 1912 года в Бахчисарае в семье учителя Керима Джемилева (он же Керим-афыз Наджи). Мать — Саиде (? — 1924), сестра поэта Джемиля Керменчикли. Братья — Абдураман,Абдулла и Первер. Окончила Девятилетнюю образцово-показательную крымско-татарскую школу № 13 г. Симферополя. Училась пению у Варвары Ханбековой. Впервые выступила на сцене в возрасте 16 лет в хоре на юбилее актрисы Сары Байкиной в 1928 году. По окончании школы преподавала в семилетней школе в д. Тав-Бодрак. С 1932 года молодая певица выступает на Крымском радио с репертуаром народных песен.
В 1935 году была приглашена на озвучивание фильма «Запорожец за Дунаем» (реж. И. Кавалеридзе) и спела за кадром песни «Меджбур олдым» («По принуждению») и «Пенджереден къар гелир» («За окном падает снег»).
В 1939 году принимала участие в I Всесоюзном конкурсе эстрады в Москве с песней «Ногъай беитлери» («Ногайские частушки»), выполнение шло «на бис», и председателю жюри Исааку Дунаевскому пришлось даже успокаивать зрителей. Эреджепова была награждена дипломом «Талантливой молодой певице». В этот же период она попробовала себя на телевидении.
В 1940 году удостоена звания Заслуженной артистки Крымской АССР.
Во время Великой Отечественной войны до оккупации Крыма в ноябре 1941 года выступала с концертами на фронте и в госпиталях в составе агитбригады Крымского государственного татарского драматического театра. В годы оккупации, как солистка Крымского радиокомитета, вошла в состав этого же театра открытого немецкими властями и выступала на его сцене в Симферополе. В 1943 году труппа театра эвакуировалась вместе немецко-румынскими войсками в Румынию. В 1944 году после репатриации была депортирована в Среднюю Азию, где 15 сентября 1950 года была осуждена на 25 лет лагерей за нахождение во время войны на территории вражеской страны. 12 марта 1956 года дело за отсутствием состава преступления было прекращено и её выпустили на свободу. После реабилитации работала в Узбекистане солисткой в ансамбле «Хайтарма», а в 1964 году Сабрие было присвоено почётное звание Заслуженной артистки Узбекской ССР.
Является автором воспоминаний «Меним энишли-ёкъушлы ёлларым» («Мои тернистые пути»).
Скончалась 18 сентября 1977 года, похоронена в городе Ташкенте.

## Звания
- Заслуженная артистка Крымской АССР (1940).
- Заслуженная артистка Узбекской ССР (1964[8]).